# Касиваги, Акинори
Акино́ри Касива́ги () — японский кёрлингист и тренер по кёрлингу.
В составе мужской сборной Японии участник Тихоокеанско-азиатского чемпионата 2003; в составе мужской сборной ветеранов Японии участник четырёх чемпионатов мира среди ветеранов.
В основном играет на позиции четвёртого. Скип команды.

## Команды
| Сезон   | Четвёртый        | Третий            | Второй            | Первый            | Запасной                                | Турниры             |
| ------- | ---------------- | ----------------- | ----------------- | ----------------- | --------------------------------------- | ------------------- |
| 2002—03 | Акинори Касиваги | Teruo Moriizumi   | Hideaki Nagaoka   | Kazuyuki Tsuchiya | Akira Tsuchiya тренер: Michiaki Saito   | ЧМВ 2003 (9 место)  |
| 2003—04 | Хироаки Касиваги | Дзюн Накаяма      | Таканори Итимура  | Кэйта Янагидзава  | Акинори Касиваги тренер: Уэйн Мэттьюсон | ТАЧ 2003 (4 место)  |
| 2003—04 | Акинори Касиваги | Teruo Moriizumi   | Kazuyuki Tsuchiya | Keiji Zareo       | Michiaki Saito тренер: Akira Tsuchiya   | ЧМВ 2004 (11 место) |
| 2005—06 | Акинори Касиваги | Teruo Moriizumi   | Kazuyuki Tsuchiya | Kazuaki Tsuchiya  | Michiaki Saito                          | ЧМВ 2006 (11 место) |
| 2007—08 | Акинори Касиваги | Kazuyuki Tsuchiya | Teruo Moriizumi   | Kazuaki Tsuchiya  | Ryohichi Kiuchi тренер: Hisao Sasaki    | ЧМВ 2008 (10 место) |

(скипы выделены полужирным шрифтом)

## Результаты как тренера национальных сборных
| Год  | Турнир                                            | Сборная              | Место |
| ---- | ------------------------------------------------- | -------------------- | ----- |
| 2000 | Чемпионат мира по кёрлингу среди юниоров 2000     | Япония (юниоры муж.) | 5     |
| 2000 | Чемпионат мира по кёрлингу среди мужчин 2000      | Япония (мужчины)     | 10    |
| 2001 | Чемпионат мира по кёрлингу среди юниоров 2001     | Япония (юниоры муж.) | 6     |
| 2002 | Чемпионат мира по кёрлингу среди мужчин 2002      | Япония (мужчины)     | 9     |
| 2002 | Тихоокеанско-Азиатский чемпионат по кёрлингу 2002 | Япония (мужчины)     | 3     |
| 2003 | Чемпионат мира по кёрлингу среди юниоров 2003     | Япония (юниоры муж.) | 6     |
| 2004 | Тихоокеанско-Азиатский чемпионат по кёрлингу 2004 | Япония (мужчины)     | 3     |
| 2006 | Тихоокеанско-Азиатский чемпионат по кёрлингу 2006 | Япония (мужчины)     | 4     |
| 2007 | Кёрлинг на зимних Азиатских играх 2007            | Япония (мужчины)     | 2     |
| 2007 | Кёрлинг на зимних Азиатских играх 2007            | Япония (женщины)     | 2     |